# Raphitoma pupoides
Raphitoma pupoides é uma espécie de gastrópode do gênero Raphitoma, pertencente a família Raphitomidae.